# آن در جزیره
آن شرلی در جزیره (به انگلیسی: Anne of the Island) سومین جلد از مجموعه کتاب‌های آن شرلی اثر لوسی ماد مونتگمری است.

## خلاصه داستان
این بار آن شرلی قدم به دانشگاه ردموند می‌گذارد و به همراه دوستانش، فیلیپا، پریسیلا، استلا و خاله جیمزینا در خانه‌ای دلنشین به نام خانهٔ پتی ساکن می‌شود. پس از رد خواستگاری گیلبرت بلایت، دوست قدیمی‌اش، او با رویال گاردنر آشنا می‌شود و با او نامزد می‌کند. اما در انتها رویال را ترک کرده و با گیلبرت بلایت رابطه‌اش را از سر می‌گیرد و نامزد او می‌شود.

## مجموعه کتابهای آن شرلی
1. آن در گرین گیبلز (Anne of Green Gables - ۱۹۰۸)
2. آن در اونلی (Anne of Avonlea - ۱۹۰۹)
3. آن در جزیره (Anne of the Island - ۱۹۱۵)
4. آن در خانه رؤیاها (Anne's House of Dreams - ۱۹۱۷)
5. آن در ویندی پاپلز (Anne of Windy Poplars - ۱۹۳۶)
6. آن در اینگل ساید (Anne of Ingleside - ۱۹۳۹)

کتابهای زیر راجع به بچه های آن و یا دیگر دوستان خانودگی‌شان است. آن در این کتابها حضور دارد اما نقش کمتری بر عهده دارد:
1. درهٔ رنگین کمان (Rainbow Valley - ۱۹۱۹)
2. ریلا در اینگل ساید (Rilla of Ingleside - ۱۹۲۱)
3. از بلیتسها نقل شده است (The Blythes Are Quoted - ۲۰۰۹)[۱]